# Súper Taldo
Agustín Gerardo Arenas Cardoza (31 de enero de 1960-5 de julio de 2018), más conocido como «Súper Taldo», fue una persona que se hizo conocida en internet, de origen chileno.

## La entrevista
El 12 de abril de 1976, el periodista Bernardo de la Maza realizó una entrevista a Agustín Arenas, entonces de 14 años, quien padecía el síndrome de Tourette y recibía tratamiento en un hospital psiquiátrico. En el vídeo se aprecia a él sufriendo de fuertes tics y coprolalia debido a la enfermedad. En la entrevista, Agustín Arenas mostró a Bernardo De la Maza un personaje creado por él mismo llamado «Súper Taldo», un superhéroe cuyo nombre provino de un vecino del muchacho, llamado Hugo Montaldo, a quien eliminó la primera sílaba, quedando como «Taldo».
La entrevista, grabada para Televisión Nacional de Chile, nunca fue emitida. Agustín Arenas logró recuperarse de gran parte de los síntomas de la enfermedad en los años posteriores, y mantuvo contacto con Bernardo de la Maza.

## Fenómeno de Internet y últimos años
A inicios de los años 2000, un empleado de TVN sacó una copia de la entrevista desde los archivos de la emisora, y la difundió por Internet. Rápidamente el vídeo fue compartido bajo el nombre de «Súper Taldo» en distintas plataformas (fundamentalmente P2P), convirtiéndose en un fenómeno de internet. Posteriormente se realizaron diversos vídeos derivados del original, incluyendo versiones en remix y parodias. Incluso la serie para niños 31 minutos realizó una parodia de la entrevista, en el episodio «La amenaza siluria (2)» (2004), donde el animador Tulio Triviño entrevista a un niño llamado «Nicasio Fallido». La banda chilena Los Mox le dedicó un pequeño videoclip bajo el título «Super Taldo».
Arenas apareció en varios programas de televisión luego de que su video se hiciera viral. En 2017, Arenas tuvo un reencuentro televisivo con De la Maza luego de más de 40 años de la grabación del vídeo.
A principios de julio de 2018, se dio a conocer que Arenas estaba internado por una grave afección cardíaca en el Hospital Clínico de la Universidad Católica, en Santiago. Pocos días más tarde, el 5 de julio, falleció a los 56 años, tras haber sufrido un infarto cardíaco y que por eso se lo mantenía conectado a un corazón artificial.